# Atmoceras
Atmoceras là một chi bướm đêm thuộc họ Geometridae.